# 孫悟空シルクロードをとぶ!!
『孫悟空シルクロードをとぶ!!』（そんごくうシルクロードをとぶ）は、1982年6月17日（木曜） 19:30 - 20:54 （日本標準時）にフジテレビ系列局で放送された単発テレビアニメである。『日生ファミリースペシャル』シリーズの第18作。東京ムービー新社とフジテレビの共同製作。

## 概要
『西遊記』を題材にした作品で、NHK総合テレビの『NHK特集 シルクロード』によってシルクロードが脚光を浴びた時期にフジテレビが放送した。シルクロードの場面には、『NHK特集 シルクロード』から流用した実写映像が使われている。『西遊記』を題材にしたフジテレビのアニメとしては、1967年放送の『悟空の大冒険』、1978年 - 1979年放送の『SF西遊記スタージンガー (II)』に次いで3作目となった。また、東京ムービー新社製作の『日生ファミリースペシャル』アニメは本作が最後となった。
本作は、舞台演出家の福田善之を脚本担当兼ナレーターに起用し、本編を部分的にミュージカル調にするなどの手法を導入している。また、『悟空の大冒険』の総監督を務めていた杉井ギサブローをキャラクターデザイナーに起用した。福田と杉井は、共に演出協力としてもクレジットされている。声優には、孫悟空役に歌手の榊原郁恵を、三蔵法師役に女優の沢田亜矢子を、猪八戒役に俳優の瑳川哲朗を起用。そして沙悟浄役には、『悟空の大冒険』でも沙悟浄を演じていた愛川欽也を配した。
当時木曜のこの時間帯には『とびだせものまね大作戦』と『スターどっきり㊙報告』（第2期）が放送されていたが、いずれも本作の放送当日には休止となった。

## 声の出演
- 孫悟空 - 榊原郁恵
- 三蔵法師 - 沢田亜矢子
- 猪八戒 - 瑳川哲朗
- 沙悟浄 - 愛川欽也
- 不思議童子 - 潘恵子
- 羅刹女 - 小原乃梨子
- ナレーター - 福田善之
- ほか

## スタッフ
- 製作 - 藤岡豊（TMS）、池内辰夫
- 監督 - 高屋敷英夫
- 脚本 - 福田善之
- キャラクターデザイン - 杉井ギサブロー
- 作画監督 - 我妻宏
- 演出協力 - 杉井ギサブロー、福田善之
- 美術監督 - 水谷利春
- 音楽 - いずみたく
- プロデューサー - 加藤俊三（TMS）、久保田榮一（CX）、大橋益之助（電通）
- 制作 - 東京ムービー新社、フジテレビ

## 主題歌
オープニングテーマ・エンディングテーマ「旅は心を洗う風」
作詞 - 山川啓介、福田善之 / 作曲 - いずみたく / 編曲 - 親泊正昇 / 歌 - 榊原郁恵、沢田亜矢子、瑳川哲朗（EDのみに参加）、愛川欽也（EDのみに参加） / ナレーター - 福田善之（OPのみに参加）
挿入歌「GO! GO! 悟空」
作詞 - 山川啓介、福田善之 / 作曲 - いずみたく / 編曲 - 親泊正昇 / 歌 - 榊原郁恵